# 太上天王
太上天王（たいじょうてんのう）は、中国の五胡十六国時代における、退位した天王の尊号である。上王とも略称される。

## 歴史
396年（麟嘉8年）、呂光は国号を大涼と定め、元号を龍飛に改め、天王位に就いた。しかし政権は不安定で、旧勢力の叛乱や部下の内紛が絶えなかった。晩年には内政を怠るなどし、盧水胡（匈奴の支族）の北涼や鮮卑族の南涼が分離し、さらに王位継承の争いまで生じた。399年（龍飛4年）、病気になった呂光は太子の呂紹に天王位を譲り、自らは太上天王と称したがまもなく病没した。